# Samarth Ramdas

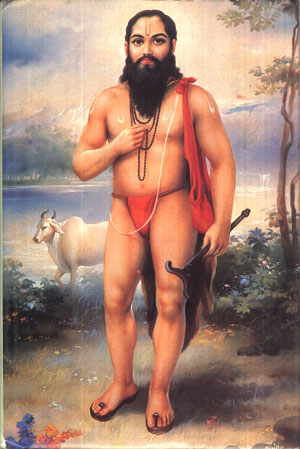
Samarth Ramdas

Samarth Ramdas (Marathi: समर्थ रामदास) (1608-1681) wordt beschouwd als een van de grootste hindoeïstische heiligen van de Indiase geschiedenis. Ramdas was een tijdgenoot van Tukaram en een aanbidder van de goden Hanuman en Rama. Hij was ook de spirituele goeroe voor Shivaji, een van de bekendste hindoeïstische leiders in de geschiedenis van India.